# Bases aéroportées françaises
Les bases aéroportées, ou BAP, sont des unités militaires parachutistes qui ont été créées lors de la guerre d'Indochine et de la guerre d'Algérie afin de soutenir les troupes aéroportées hors du territoire métropolitain.

## Guerre d'Indochine
Le 1er janvier 1949, en Indochine, sont mises sur pied deux bases aéroportées destinées à desservir l'ensemble du territoire. Il s'agit de la BAPN à Hanoi (Tonkin) et la BAPS à Saigon (Cochinchine). Deux autres bases annexes seront également déployées à Vientiane au Laos et Tourane en Centre Annam.
Les BAP comprennent théoriquement à leur création :
- une compagnie de commandement ;
- une section d’entretien des parachutes ;
- un centre d’entrainement au Saut ;
- une formation de ravitaillement par air ;
- une compagnie de garde.

### Base aéroportée nord
La BAPN située sur l'aéroport de Bach Mai est constituée à partir de la compagnie de base et de soutien du GLAP (groupement léger aéroporté) et de la CRA des TFIN (compagnie de ravitaillement par air des troupes françaises en Indochine nord).
La BAPN est dissoute le 31 décembre 1954.

### Base aéroportée sud
La BAPS, à Ba Quéo, est formée à partir du bataillon de commandement de la 2e DBCCP (2e demi-brigade coloniale de commandos parachutistes).

## Guerre d'Algérie

### Base aéroportée d'Afrique du Nord
La base aéroportée d'Afrique du Nord (BAP/AFN) est formée le 1er novembre 1955 à partir de la 41e demi brigade parachutiste et du III/1er RCP. Installée à Philippeville, elle comprend alors :
- une compagnie de commandement et de soutien (CCS)
- un centre d'instruction
- le centre d'entrainement au saut no 1 (CES no 1)
- la 191e section d'entretien des parachutes (191e SEP)

## Insignes

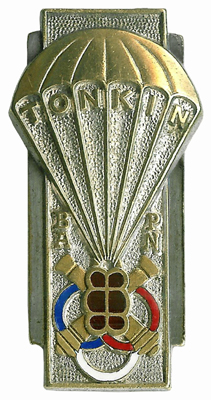
Insigne de la BAPN
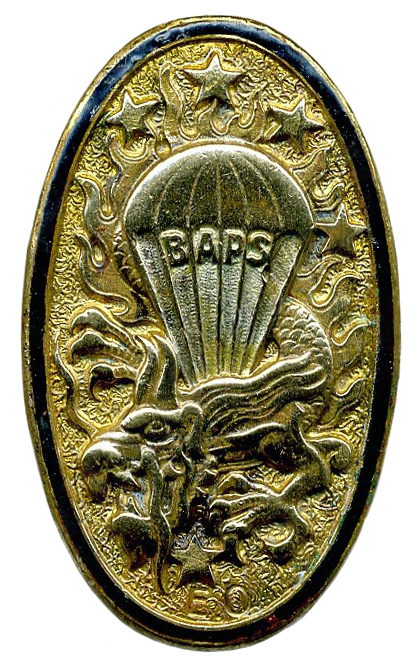
Insigne de la BAPS
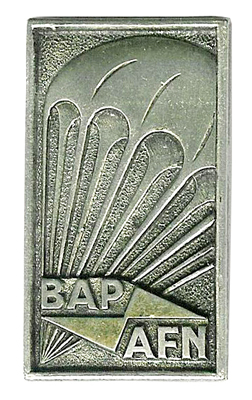
Insigne de la BAP/AFN

## Chefs de corps
BAPN
BAPS
BAP/AFN
- 1955 : chef de bataillon Dupouts
- 1956 : lieutenant colonel Trinquier
- 1958 : lieutenant colonel Renon

### Sources et bibliographie
- Collectif, Histoire des parachutistes français, Société de Production Littéraire, 1975.